# فیلیپ کارل سالزمن
فیلیپ کارل سالزمن (متولد سال 1940) استاد بازنشسته انسان شناسی در دانشگاه مک گیل ، کبک ، کانادا است.

## زندگی
سالزمن در سال 1962 از کالج انطاکیه در اوهایو ، ایالات متحده فارغ التحصیل شد و از دانشگاه شیکاگو در سال 1972 ( سازگاری و تغییر در میان بلوچ یاراحمدزی) دکترای خود را دریافت کرد. وی تحقیقات میدانی را در میان مردم دامدار انجام داد، ابتدا قبیله عشایری شاه نوازی در بلوچستان ( ایران ) و سپس با دامداران بهاروادین ریکا در گجرات و راجستان ( راجستان ) در ( هند ) و در ویلاگراند استریسایلی ، ساردینیا ( ایتالیا ).  او بازنشسته دانشگاه مک گیل است و یکی از اعضای ارشد مرکز سیاست‌های عمومی فرانتیر (اندیشکده کانادایی متمرکز بر اندیشه سیاسی بازار آزاد و محافظه کار) است.